# アレクサンドリーネ・ツー・メクレンブルク＝シュヴェリーン
アレクサンドリーネ・ツー・メクレンブルク（Alexandrine Herzogin zu Mecklenburg[-Schwerin], 1879年12月24日 - 1952年12月28日）は、ドイツの諸侯家門メクレンブルク家の大公女で、デンマーク王クリスチャン10世の王妃。
デンマーク語名はアレクサンドリーネ・ア・メクレンボー＝シュヴェリーン（Alexandrine af Mecklenburg Schwerin）。
アディニ(Adini)の愛称で知られた。

## 生涯
メクレンブルク＝シュヴェリーン大公フリードリヒ・フランツ3世と、ロシア大公ミハイル・ニコラエヴィチの娘であるアナスタシア・ミハイロヴナの間の第1子、長女として生まれた。弟にはメクレンブルク家最後の大公フリードリヒ・フランツ4世、妹にはドイツ皇太子妃・プロイセン王太子妃ツェツィーリエがいる。1898年4月26日にフランスのカンヌにおいて、デンマーク王子クリスチャンと結婚、夫妻は1902年よりオーフスのマーセリスボー城（Marselisborg Slot）に住んだ。アレクサンドリーネは1906年に王太子妃となり、1912年には王妃となった。
アレクサンドリーネは音楽に関心を持ち、コペンハーゲン音楽協会（Musikforeningen）やデンマーク・ワーグナー協会（Den danske Richard Wagnerforening）の後援者となった。針仕事も好きで、王妃の編み物は慈善目的で売り出されたりした。1926年に姑のロヴィーサ王太后が死去すると、王太后が創設した数多くの慈善団体の総裁職を引き継いだ。第1次世界大戦中の1914年には、貧困家庭の支援を目的とした王妃立中央協議会（Dronningens Centralkomité）を創設した。
王妃は夫クリスチャン10世とともに、第2次世界大戦中の母国ドイツによるデンマーク占領期間中は、国民の抵抗のシンボルとして高い人気と尊敬を集めた。ヴェーザー演習作戦に伴って1940年4月9日にデンマーク政府が降伏した後、王妃は占領軍の代表として国王夫妻と謁見したレオンハルト・カウピッシュ空軍大将（Leonhard Kaupisch）に対して歓迎の意を表するのを拒み、デンマークに対する忠誠の強さを印象付けた。抵抗運動の指導者で劇作家のカイ・ムンク（Kaj Munk）も、「我々が愛すべき唯一のドイツ人である王妃を守らねばならない」と王妃に対する敬愛の念を表している。1952年に亡くなり、ロスキレ大聖堂に葬られた。

## 子女

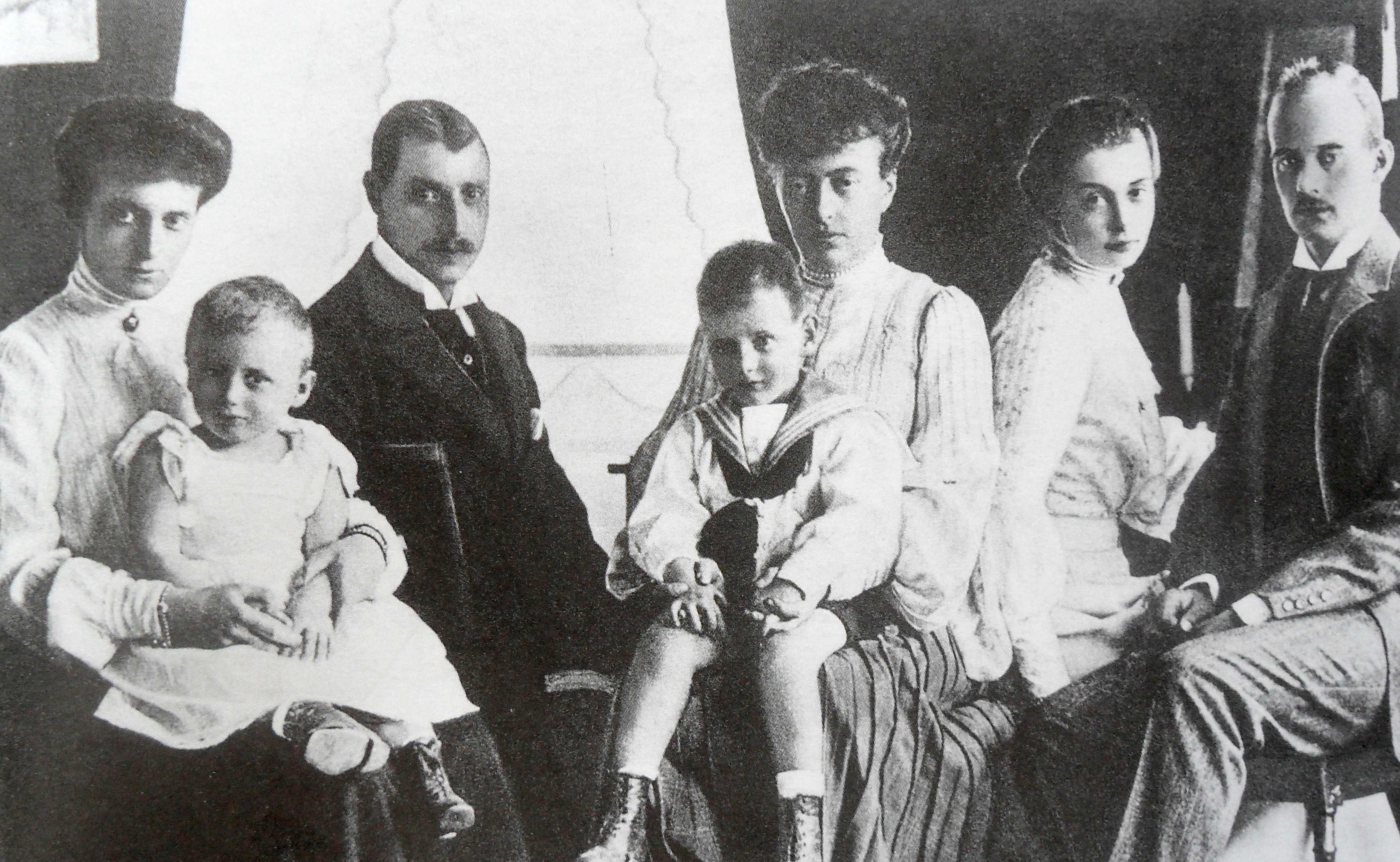
1902年、アレクサンドリーネと家族たち。
左から次男クヌーズとアレクサンドリーネ、クリスチャン10世、母アナスタシアと長男フレゼリク、妹ツェツィーリエ、フリードリヒ･フランツ4世

- クリスチャン・フレゼリク・フランツ・ミカエル・カール・ヴァルデマー・ゲオー（1899年 - 1972年） - デンマーク王 フレゼリク9世
- クヌーズ・クリスチャン・フレゼリク・ミカエル（1900年 - 1976年）